# فيلي بالوهيمو
فيلي بالوهيمو (بالفنلندية: Veli Paloheimo) مواليد 13 ديسمبر 1967 في تامبيري، هو لاعب كرة مضرب فنلندي سابق وكان يلعب باليد اليمنى. أعلى تصنيف له في الفردي كان المركز الـ 48 في سنة 1990. أعلى تصنيف له في الزوجي كان المركز الـ 219 في سنة 1989.

## روابط خارجية
- فيلي بالوهيمو على موقع رابطة محترفي التنس (الإنجليزية)
- فيلي بالوهيمو على موقع الاتحاد الدولي لكرة المضرب (الإنجليزية)
- فيلي بالوهيمو على موقع كأس ديفيز (الإنجليزية)
- فيلي بالوهيمو على موقع خلاصة التنس.كوم (الإنجليزية)